# Пестов, Герман Гаврилович
Герман Гаврилович Пестов (1932—2015) — советский и российский математик.

## Биография
Родился 29 сентября 1932 года в Кемерове.
В 1955 году окончил механико-математический факультет Томского государственного университета.
С 1956 по 1958 годы учился в аспирантуре того же университета.
Защитил кандидатскую диссертацию в 1958 году.
С 1968 по 1981 год — заведующий кафедрой математического анализа,
а с 1969 по 2006 год — доцент кафедры математического анализа маханико-математический факультет Томского государственного университета.
В 2004 году защитил докторскую диссертацию.
В течение 30 лет под его руководством действовал семинар «Упорядоченные  алгебраические  структуры».

## Научный вклад

Теорема Пестова — Ионина: Любая область плоскости, ограниченная гладкой замкнутой кривой с кривизной не более 1, содержит круг радиуса 1.

- Совместно с Владимиром Кузмичом Иониным доказал, что любая область плоской области, ограниченной гладкой замкнутой кривой с кривизной не более 1, содержит круг радиуса 1. Задача была поставлена Абрамом Ильичом Фетом.

## Признание
- Ветеран труда (1984 год).
- Лауреат премии Томской области в сфере образования и науки (1997  год).